# 大倉雄次郎
大倉 雄次郎（おおくら ゆうじろう、1940年3月2日 - ) は、日本の会計学者、実業家、関西大学名誉教授。

## 経歴
関西大学文学部（現社会学部）を卒業後、「田辺製薬株式会社（現在の田辺三菱製薬株式会社）」に入社、宣伝、販売促進部門、関連事業部長を経て、財務経理部統括部副統括部長、その間数多くの関係会社の社外監査役（兼任）を最後に退職。
1996年、大分大学経済学部教授、2000年「連結会計ディスクロージャー論」で関西大学より商学博士号を取得した。
2002年に関西大学教授に就任した。2009年に関西大学名誉教授となる。
2013年より三重大学特任教授、2014年愛知工業大学客員教授。
公認会計士、税理士の資格も持つ。

## 著書
- 『上場会社の決算書が読める本 経理・財務・経営幹部必読の書』明日香出版社 1993
- 『利益を生むコスト管理』中央経済社 1995
- 『戦略的経営分析 企業経営に役立つ実践的手法』税務研究会出版局 1996
- 『ビジネス会計入門』税務経理協会 1997
- 『連結会計ディスクロージャー論』中央経済社 1998
- 『実務法人税法 その理論と計算』税務研究会出版局 1999
- 『実務連結財務諸表 キャッシュ・フロー税効果会計対応』税務研究会出版局 1999
- 『会計ビッグバン入門』税務経理協会 2000
- 『企業評価入門』中央経済社 2001
- 『入門新会計基準の会計と税務』税務経理協会 2003
- 『税務会計論 理論と実務』森山書店 2004
- 『連結納税会計論』関西大学出版部 2004
- 『戦略会計論 経営・会計・税務の理論と実務』税務経理協会 2005
- 『企業価値会計論』中央経済社 2006
- 『新会社法と会計』税務経理協会 2007
- 『経営改革のための会計戦略 パナソニックとキャノンに学ぶ』中央経済社 2008
- 『企業組織再編の会計戦略』関西大学出版部 2009
- 『最新会計基準の基礎 理論と計算』税務経理協会 2009
- 『これで内定!パーフェクト就活ナビ [2012年度版]』新星出版社 2010
- 『大倉式就活ナビ 「企業の本音」がよくわかる! [2013年度版]』新星出版社 2011
- 『パナソニックの大転換経営 環境革新企業とモノづくり立社への挑戦』日刊工業新聞社 2011
- 『伊藤園の"自然体"経営 伝統と最新手法が織りなすイノベーション』日刊工業新聞社 2012
- 『ムダなく動く!大倉式就活オールガイド [2014年度版]』新星出版社 2012
- 『ALL SECOM創造する経営 世界へ拡大する安全・安心サービス』日刊工業新聞社 2013
- 『競争戦略と経営システムの構築』関西大学出版部 2015

### 共編著
- 『税務会計入門 理論と税務処理』編著 森山書店 2001
- 『アカウンティング 現代会計入門 3訂版』明神信夫,笹倉淳史,水野一郎編著 乙政正太,松本祥尚,北山弘樹, 中蔦道靖共著 同文舘出版 2007
- 『内部統制の構築』乙政正太,大和正史共編著 阿多博文,尾島史賢, 後藤浩, 小西一正著 関西大学出版部 2009
- 『グローバル経済における経営と会計の研究』陶山計介,伊藤健市共編著 関西大学出版部 2010

## 論文
- <大倉雄次郎